# Georgij Alekszandrovics Romanov orosz nagyherceg
Georgij Alekszandrovics nagyherceg (oroszul: Великий Князь Георгий Александрович Романов; Carszkoje Szelo, 1871. május 6. – Abasztuman, 1899. augusztus 9.) orosz nagyherceg,  III. Sándor és Marija Fjodorovna cárné harmadik fia.

## Élete

### Családja és fiatalkora
Georgij nagy, erős, egészséges gyermekként látta meg a napvilágot. Két bátyja közül ekkor a fiatalabb, Alekszandr már nem élt, Nyikolaj pedig gyenge, törékeny alkatú fiú volt. Georgijra mindenki azt mondta, hogy „igazi Romanov”, mert igen magasnak és jó testfelépítésűnek látszott születésekor. A családban nem volt ritka a 2 méter körüli magasság a férfiak között, így mindenki arra számított, hogy a kis Georgij is igazi erős férfi lesz.
Hamar kiderült azonban, hogy egészsége nagyon gyenge, és szinte állandóan betegeskedett. Ennek ellenére nagy tréfacsináló hírében állt; főleg az oktatóit szerette megviccelni. Fogékony, erős jellemű fiú volt, bár ez utóbbi egyáltalán nem jellemző III. Sándor fiaira. Ő és bátyja, Nyikolaj nagyon közel álltak egymáshoz, szinte elválaszthatatlanok voltak.
Georgij – akárcsak testvérei – angol nevelést kapott angol dadáktól és angol oktatóktól. Édesanyjuk fontosnak tartotta, hogy megtanuljanak angolul, ennek érdekében pedig egy Charles Heath nevű tanárt alkalmazott. Heath gyakran állt Georgij tréfáinak a célpontjában, annak ellenére, hogy Georgij is, és Nyikolaj is nagyon kedvelték a férfit.
A család eleinte Carszkoje Szelóban élt, de III. Sándor koronázása után átköltözött a sokkal biztonságosabb Gatcsinába.

### A cárevics

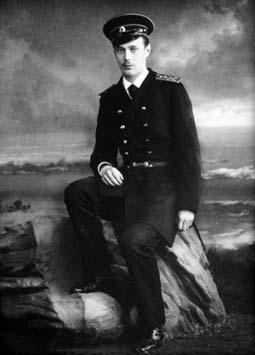
Georgij nagyherceg

Miután III. Sándor meghalt 1894-ben, Georgij bátyja, II. Nyikolaj (Miklós) lépett a trónra. Mivel Nyikolajnak ekkor még nem volt fia, Georgij volt a trón örököse, azaz a cárevics. Sokak szerint Georgij remek cár lett volna, azonban erre nem volt lehetősége.
Törékeny egészsége miatt azonban Georgij nem élhetett a fővárosban. 1890-ben jelentkeztek nála először a tüdőbetegség tünetei. Georgij a Kaukázusban, egy Abasztuman nevű helyen lakott, mert a hegyi levegő állítólag jót tett a tüdejének.
Abasztumanban tevékeny életet élt, csillagászatot tanult és egy könyvtárat állított össze a Kaukázus történetéből. Családja rendszeresen meglátogatta, Nyikolaj pedig gyakran írt neki leveleket, amelyekben öccse társaságát hiányolta.
1895-ben Georgij hosszú idő óta először hagyta el Abasztumant: édesanyjával annak dán rokonaihoz látogatott Dániába. Az út azonban nem tett jót a nagyherceg egészségének, így hamar vissza kellett térnie a Kaukázusba.

### Halála
1899 nyarának elején Georgij már annyira gyenge volt, hogy sétálni sem tudott, így motorbiciklivel járta a környéket. Egy ilyen „túra” alkalmával vért köhögött és elájult. Egy környékbeli parasztasszony talált rá, de már nem lehetett megmenteni. 1899. augusztus 9-én meghalt.